# Ugo Massocco
Ugo Massocco (Alessandria, Piemont, 10 d'abril de 1928 - Asti, Piemont, 29 de maig de 1991) fou un ciclista italià que fou professional entre 1951 i 1961. En el seu palmarès destaca la victòria final al Giro de Sicília de 1954.

## Palmarès
- 1949
  - 1r a la Milà-Tortona
- 1954
  - 1r al Giro de Sicília
  - Vencedor d'una etapa a la Volta al Marroc
- 1955
  - 1r al Giro dels Alps Apuans
- 1960
  - 1r a Maggiora

### Resultats al Giro d'Itàlia
- 1952. 87è de la classificació general
- 1954. 48è de la classificació general
- 1955. Abandona
- 1956. Abandona
- 1957. 71è de la classificació general
- 1958. 59è de la classificació general
- 1960. 78è de la classificació general